# Torre Griziotti
La torre Griziotti è una torre situata nel comune di Santa Giuletta, non molto lontano dalla frazione Monteceresino, ad un'altezza di 137 m s.l.m. Il nome deriva da uno dei proprietari (la torre ha assunto diversi nomi nel tempo a seconda del proprietario). 

## Storia
La costruzione risale al Medioevo, fu fatta erigere dalla famiglia Beccaria (una famiglia aristocratica di parte ghibellina di Pavia) che era feudataria di Santa Giuletta. La torre è compresa in un gruppo di edifici rustici, comprendente vari fabbricati e un oratorio dedicato a San Rocco, risalente alla fine del secolo XVI, che fu fatto edificare per eseguire le volontà testamentarie di Gaspare Beccaria.
Fu acquistata da Carlo Fossati all' inizio del XIX secolo, passò in seguito alla vedova, Luigia Griziotti, figlia di Giacomo Griziotti e al nipote Archimede. Successivamente, Maria Griziotti, nel 1972, la lasciò in eredità al professor Giovanni Sarolli di Monteceresino.

## Struttura
La torre, edificata interamente in laterizio, è di tipo pavese, circondata da vari edifici e da un muro di cinta. 
Se pur posta a non grande altezza domina praticamente tutta la pianura padana, permettendo un'ampia veduta dell'arco alpino, dal Sestriere al Resegone.
Al suo interno sono conservati alcuni cimeli dell'impresa dei Mille.
Secondo leggende locali nella torre avrebbe dormito una notte Giuseppe Garibaldi, cosa molto probabile visto che Garibaldi e il Griziotti si conoscevano. La torre è inserita in una piccola zona boschiva, composta prevalentemente da latifoglie.